# 稜船蛤
稜船蛤（学名：Trapezium bicarinatum）为船蛤科船蛤屬下的一个种。